# فرودگاه پلاسنسیا
فرودگاه پلاسنسیا (به انگلیسی: Placencia Airport) یک فرودگاه همگانی با کد یاتا PLJ است . این فرودگاه در کشور بلیز قرار دارد و در ارتفاع ۱۴ متری از سطح دریا واقع شده است.